# L. 피터 도이치
L. 피터 도이치(L. Peter Deutsch, 본명: Laurence Peter Deutsch, 1946년 8월 7일 ~ )는 알라딘 엔터프라이즈(Aladdin Enterprises)의 창립자이자 무료 소프트웨어 포스트스크립트 및 PDF 인터프리터인 고스트스크립트의 창시자이다.
도이치의 다른 작업에는 약 15년 후 자바 (소프트웨어 플랫폼) JIT 컴파일 기술에 영감을 준 스몰토크 구현이 포함된다.
그에 대한 일부 이야기는 해커: 컴퓨터 혁명의 영웅들(Hackers: Heroes of the Computer Revolution)이라는 책에 포함되어 있다. 그와의 인터뷰는 코더스 앳 워크(Coders at Work)에 실렸다.